# Essential (Best Of)
Essential – czwarta album kompilacyjne zespołu Milk Inc. wydany 3 października 2005 roku w Europie przez wytwórnię EMI.

## Lista utworów
1. „I Don't Care” – 3:32
2. „Wide Awake” – 3:39
3. „Never Again” – 3:20
4. „La Vache” – 3:07
5. „Walk On Water” – 3:12
6. „Livin' A Lie” – 3:22
7. „Losing Love” – 3:23
8. „In My Eyes” – 3:31
9. „Don't Cry” – 4:09
10. „Promise” – 3:41
11. „Oceans” – 3:23
12. „Time” – 3:12
13. „Land Of The Living” – 3:19
14. „Sleepwalker” – 3:30